# قلعه کهنه آلبلاغ
قلعه کهنه آلبلاغ مربوط به هزاره اول قبل از میلاد است و در حومه بوکان واقع شده و این اثر در تاریخ ۱۶ دی ۱۳۴۵ با شمارهٔ ثبت ۵۷۲ به‌عنوان یکی از آثار ملی ایران به ثبت رسیده است.